# Szczelina w Grani I
Szczelina w Grani I – jaskinia w Dolinie Lejowej w Tatrach Zachodnich. Wejście do niej położone jest w grani wiodącej od Kominiarskiego Wierchu ku Raptawickiej Turni, około 400 metrów od szczytu, w pobliżu Jaskini Skośnej, na wysokości 1770 m n.p.m. Długość jaskini wynosi 10 metrów, a jej deniwelacja 5 metrów.

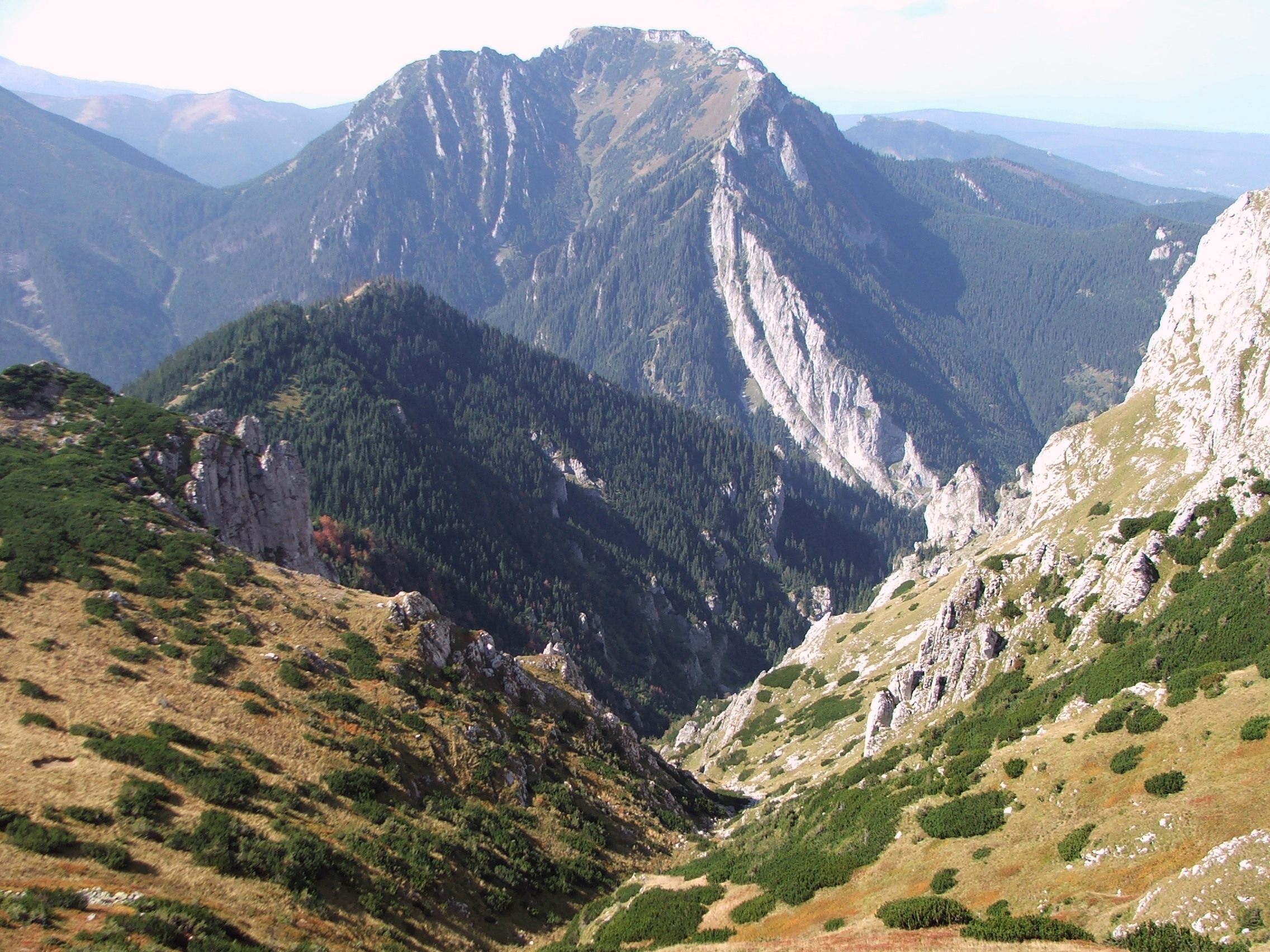
Kominiarski Wierch od strony Raptawickiej Grani

## Opis jaskini
Jaskinię stanowi 10-metrowej długości pionowa, bardzo ciasna szczelina zakończona zawaliskiem. Jest ona prawdopodobnie połączona przez niedostępne pęknięcia w skałach z Jaskinią Skośną.

## Przyroda
W jaskini brak jest nacieków i roślinności.

## Historia odkryć
Jaskinia była znana od dawna. Jej pierwszy plan i opis sporządziła I. Luty przy współpracy B. Zalewskiego w 2003 roku.